# Приёмы Леопольда — Левицкого
Приёмы Леопольда-Левицкого — комплекс из четырёх приёмов наружного акушерского исследования, заключающихся в пальпации плода через переднюю брюшную стенку с целью определения положения, предлежания и позиции плода.
Приёмы с первого по третий производят стоя справа от беременной лицом к ней.  Во время выполнения четвёртого приёма врач стоит лицом к ногам беременной.

## Первый приём

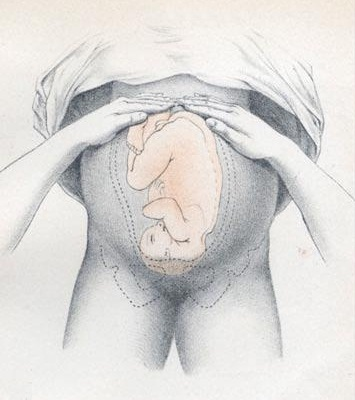
Первый прием Леопольда-Левицкого

При продольном положении это может быть либо тазовый конец, который имеет более крупные размеры по сравнению с головкой и менее чёткие контуры, либо головка, она более круглая и плотная, а так же баллотируется.

## Второй приём
С помощью 2-го приема определяется положение, позиция и вид плода. Кисти рук сдвигаются со дна матки(примерно до уровня пупка). Ладонными поверхностями кистей производится поочерëдная пальпация боковых отделов матки. Определяется расположение спинки и мелких частей.

## Третий приём

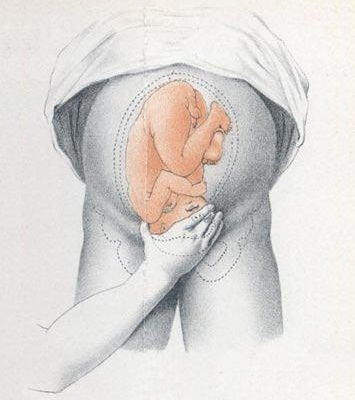
Третий приём Леопольда-Левицкого

Приём проводят правой рукой, её располагают чуть выше лона, большой палец максимально отводят от остальных четырёх и захватывают предлежащую часть большим и средним пальцами. Цель приёма — определить предлежащую часть; если предлежит головка — присутствует симптом баллотирования.

## Четвёртый приём

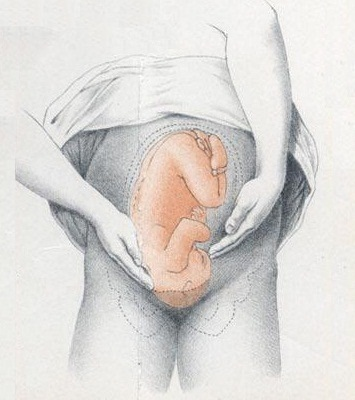
Четвёртый приём Леопольда-Левицкого

Цель приёма — определить предлежащую часть и её местоположение по отношению к плоскостям таза. Кисти рук располагают над горизонтальными ветвями лобковых костей, постепенно продвигая их между предлежащей частью и плоскостью входа в малый таз. Если пальцы рук соприкасаются — головка располагается над входом в малый таз, если пальцы параллельны друг другу — головка малым сегментом находится во входе в малый таз, если пальцы расходятся — головка находится большим сегментом во входе в малый таз.

## Меры предосторожности
Выполнять приёмы Леопольда-Левицкого может только дипломированный врач, поскольку выполнение неподготовленным человеком может нанести вред беременной или плоду. Кроме того, точное положение плода может быть установлено только после проведения ультразвукового исследования.